# Couvent d'Ursberg
Le couvent d'Ursberg est un couvent de franciscaines appartenant à la congrégation de Saint-Joseph et faisant partie du diocèse de Munich-Freising qui est situé en Bavière dans le village d'Ursberg et l'arrondissement de Günzburg.

## Histoire

### Première fondation
Le couvent d'Ursberg a été fondé en tant qu'abbaye de prémontrés par le seigneur du lieu, Wernher von Schwabegg-Balzhausen, en 1125 et dédiée à saint Pierre et à saint Jean. C'était la première fondation des prémontrés en Allemagne méridionale. L'abbaye fonde l'année suivante l'abbaye de Roggenburg, suivie ensuite de plusieurs autres, comme celle d'Osterhofen et de Kasheim. L'abbaye d'Ursberg obtient l'abbaye de Schäftlarn en 1140 et acquiert le privilège d'abbaye d'Empire en 1143. Une nouvelle église romane est bâtie en 1240. Elle est baroquisée au XVIIIe siècle par Joseph Dossenberger le Jeune et les fresques sont l'œuvre de Jakob Fröschle et de Konrad Huber.
On remarque dans l'église une grande croix, chef-d'œuvre de l'art roman, avec les figures de la Vierge et de saint Jean.
L'abbaye a été sécularisée, la communauté dissoute et les biens confisqués, après le recès d'Empire de 1803 afin d'indemniser le royaume de Bavière de son aide militaire à Napoléon Bonaparte. L'église devient alors église paroissiale et les bâtiments abbatiaux abritent pendant un certain temps le presbytère et la Cour de justice régionale.

### Seconde fondation

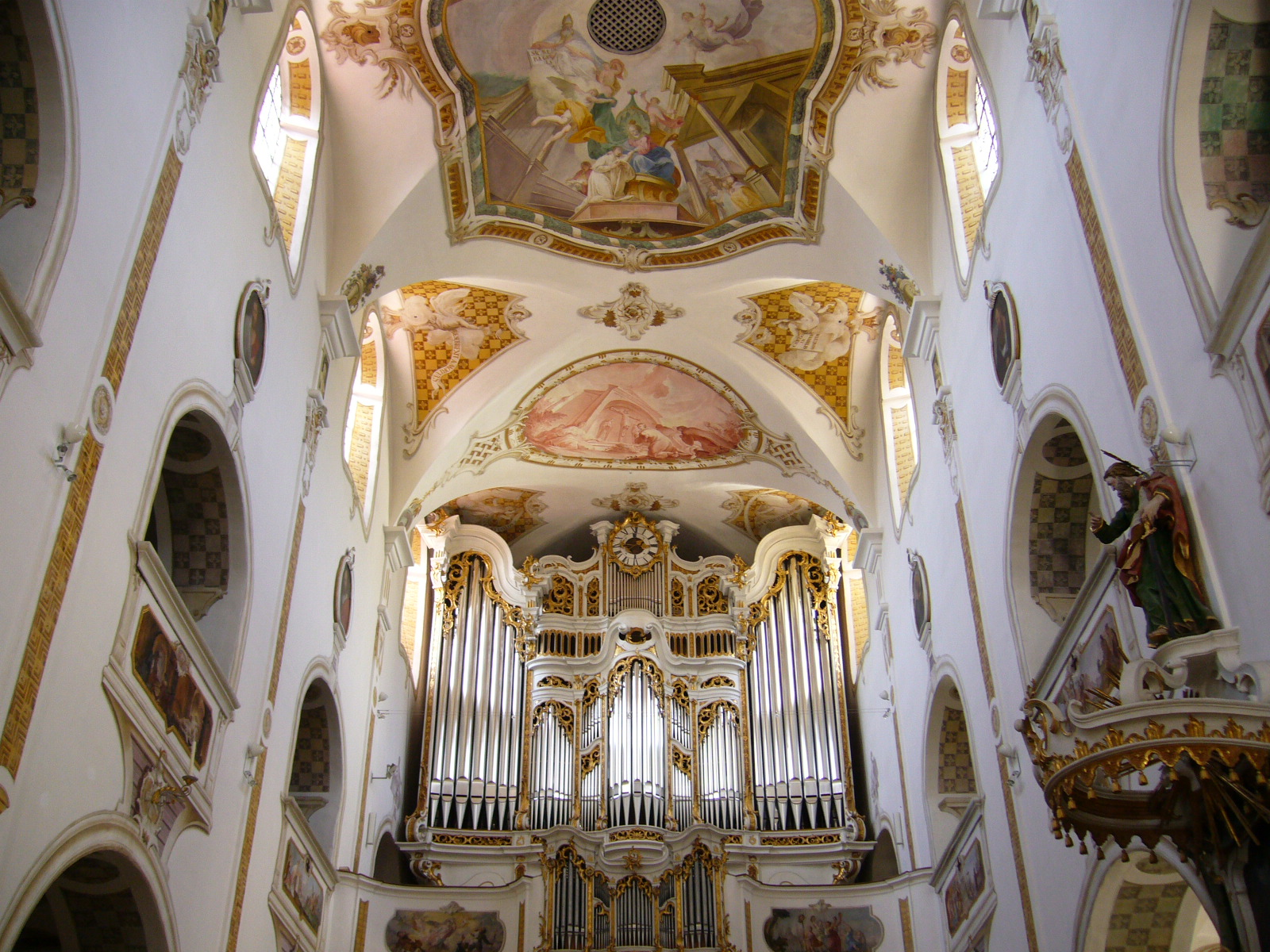
Vue des grandes orgues

C'est en 1884 qu'un prêtre, l'abbé Dominikus Ringeisen, réunit des fonds pour racheter l'ancienne abbaye qui était vide. Il installe une communauté de religieuses dont la vocation est de s'occuper des handicapés mentaux et constituant l' Œuvre Dominikus Ringeisen. Cette fondation est à la base de la congrégation de Saint-Joseph, congrégation de Tertiaires franciscaines aujourd'hui au nombre de 270. Elles s'occupent de plus de 2 500 handicapés physiques et mentaux dans leurs maisons d'Ursberg, de Maria Bildhausen (ancienne abbaye d'Holzen), de Pfaffenhausen, et de Breitbrunn am Ammersee.

## Galerie

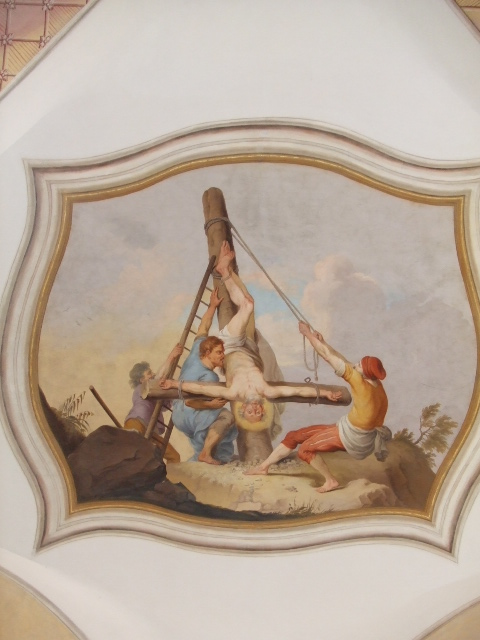
Crucifiement de saint Pierre
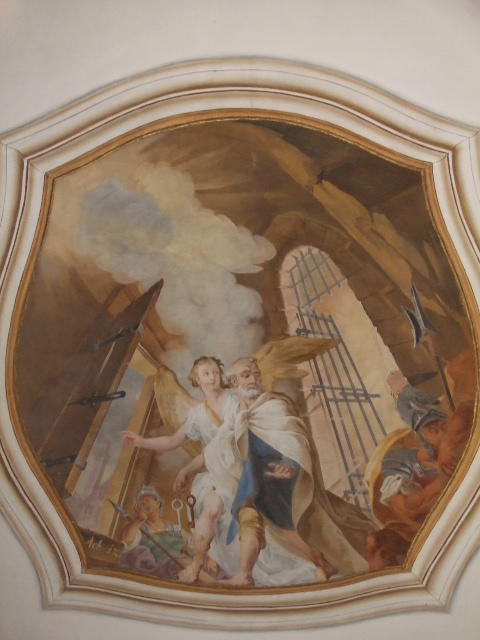
Saint Pierre libéré par l'ange
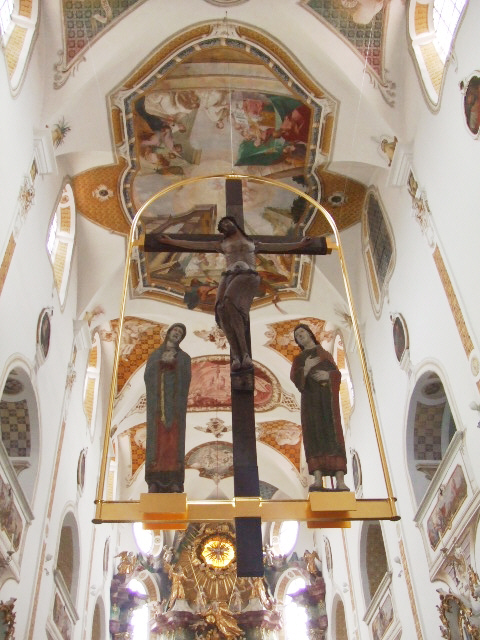
Crucifixion romane dans l'église conventuelle
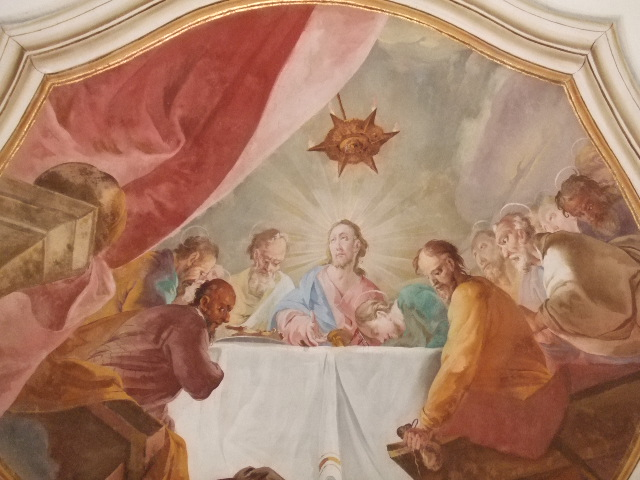
La Cène